# Ексло
Ексло (нід. Exloo) — село в нідерландській провінції Дренте. Входить до муніципалітету Боргер-Одорн.
Його площа становить 18,71 км², а населення станом на 2021 рік складало 1 665 осіб.
Перша згадка про населений пункт датується 1376 роком.

## Галерея

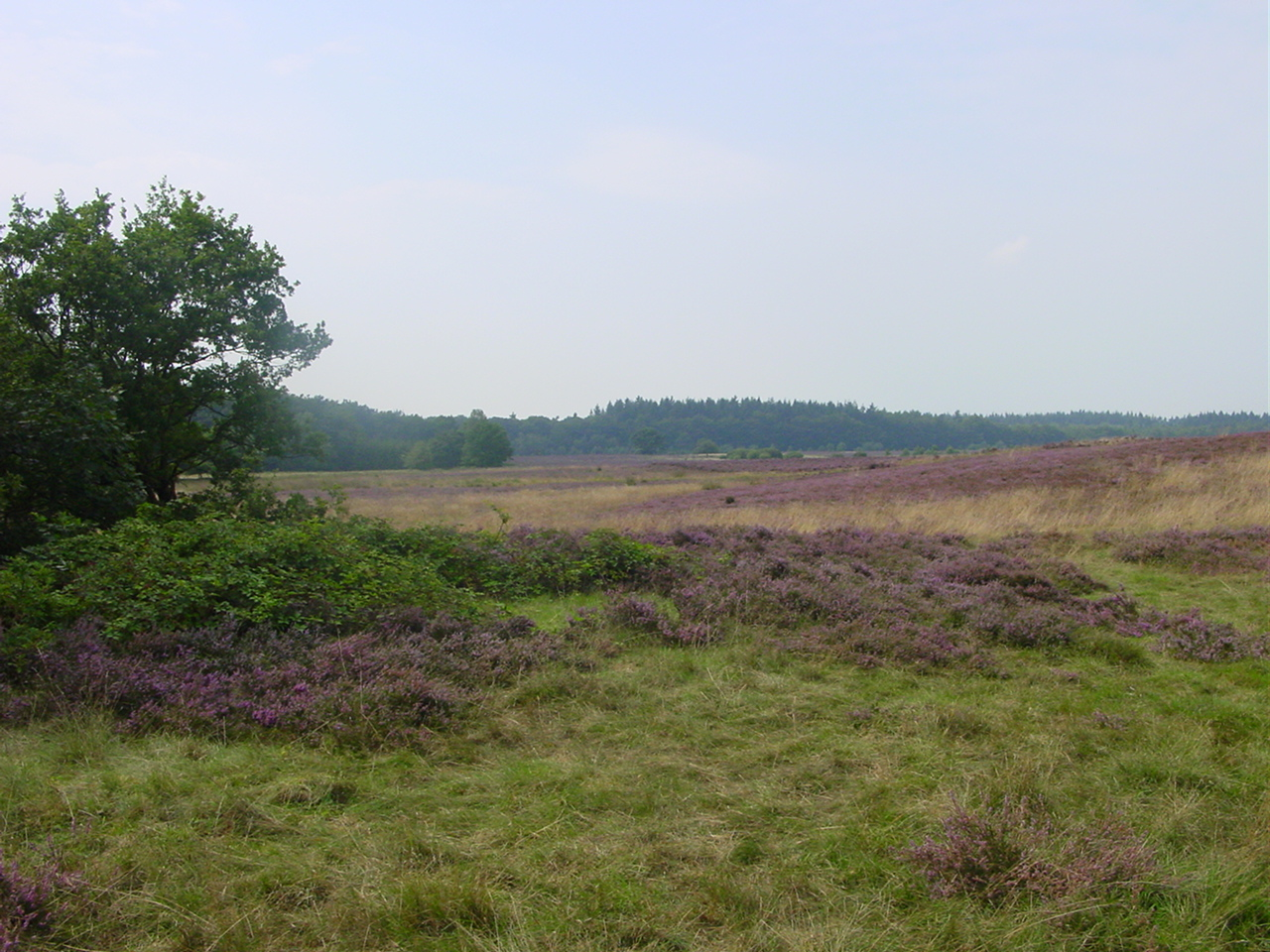
Пустище поблизу села
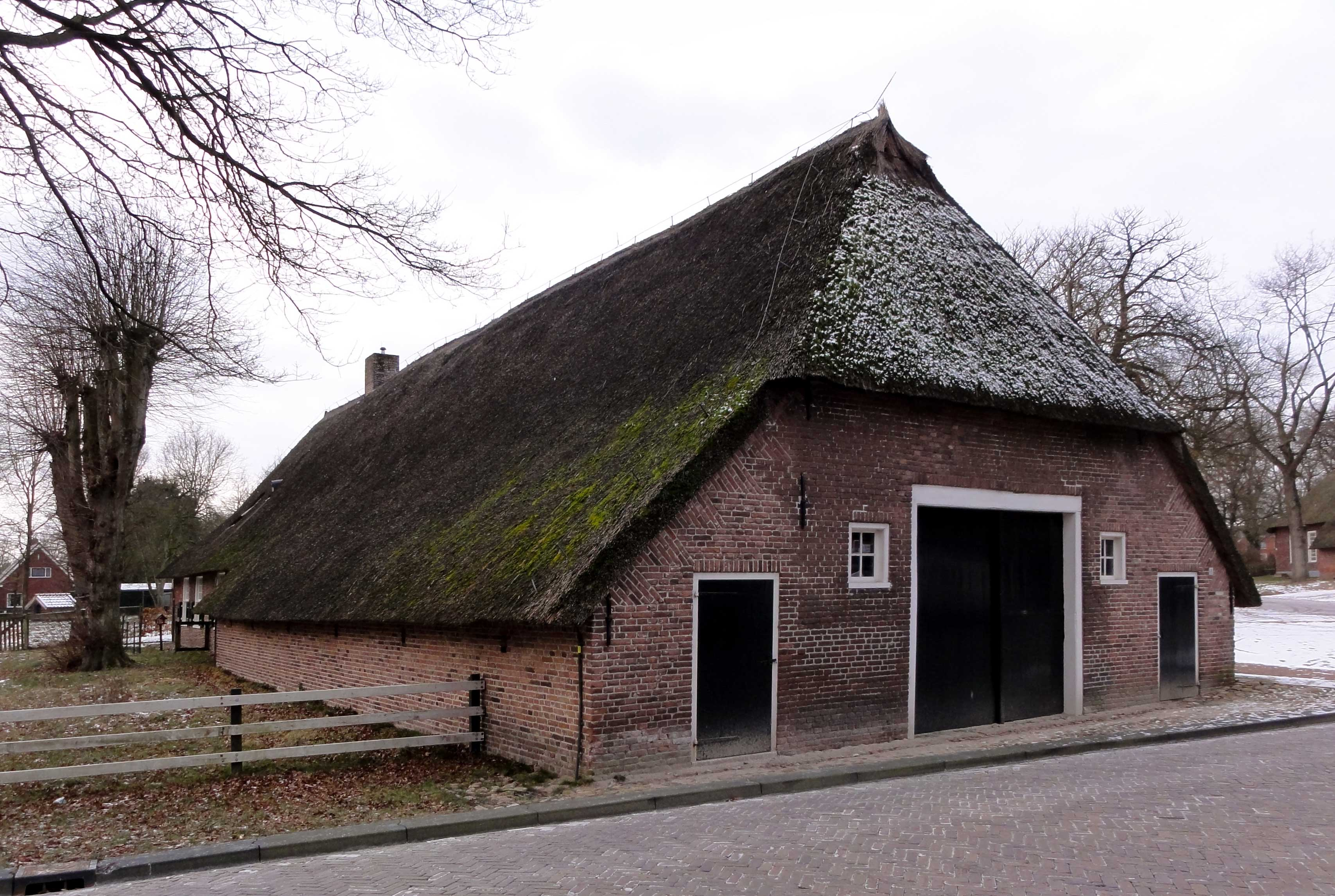
Ферма в Ексло
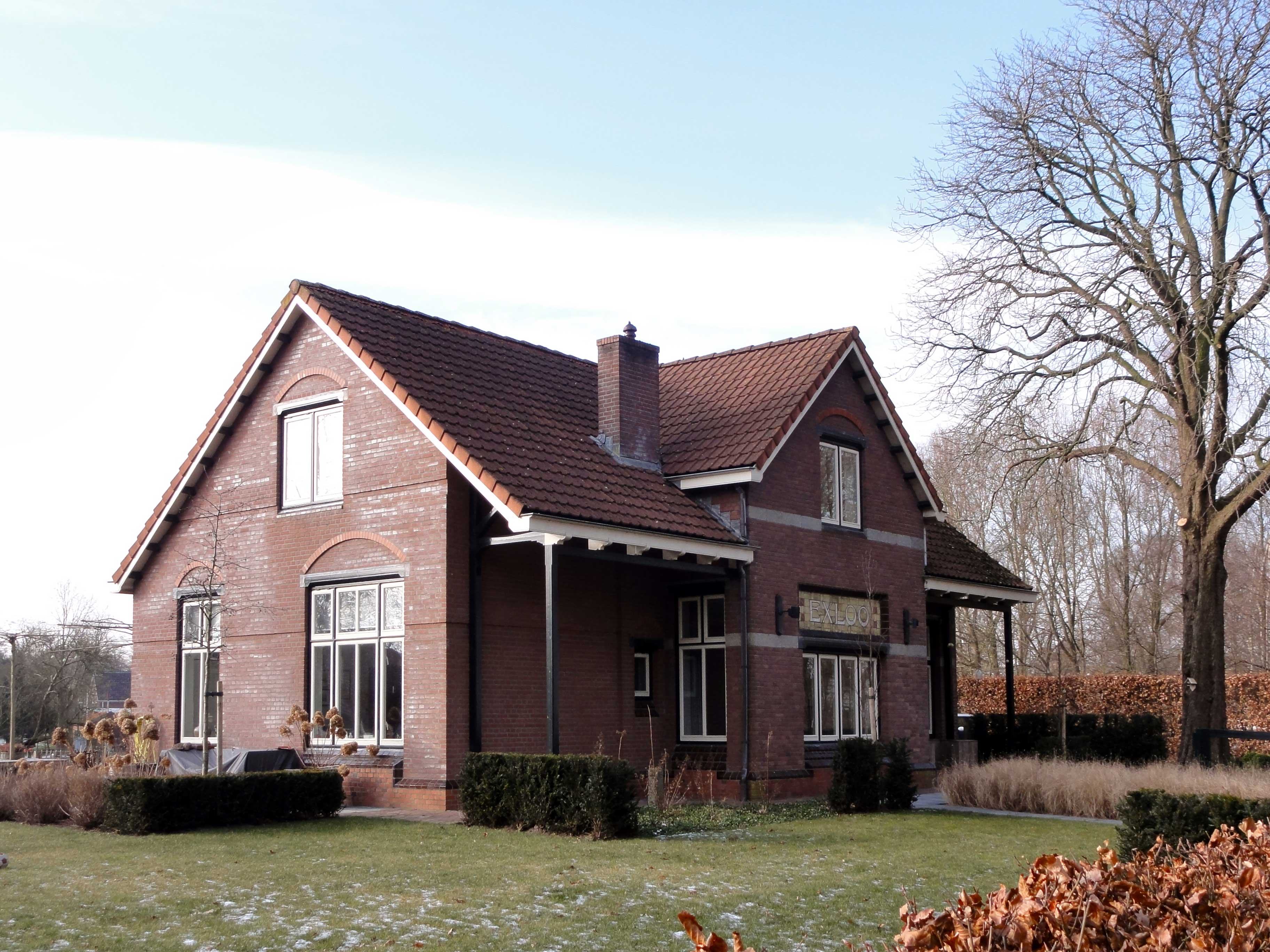
Будівля колишньої залізничної станції
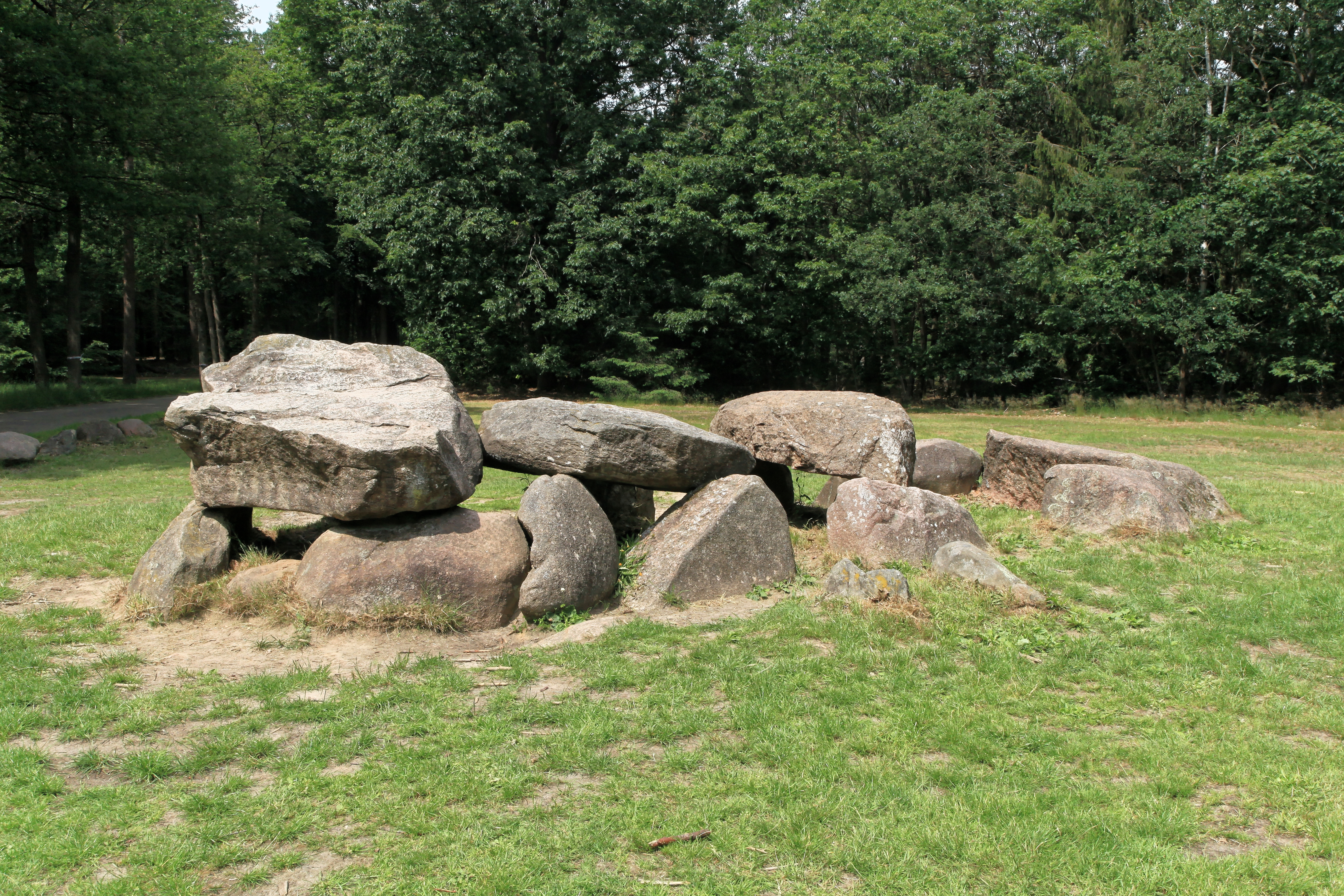
Дольмен Hunebed